# Municipio de Winslow (Arkansas)
El municipio de Winslow (en inglés: Winslow Township) es un municipio ubicado en el condado de Washington en el estado estadounidense de Arkansas. En el año 2010 tenía una población de 1333 habitantes y una densidad poblacional de 9,94 personas por km².

## Geografía
El municipio de Winslow se encuentra ubicado en las coordenadas 35°47′53″N 94°6′43″O / 35.79806, -94.11194. Según la Oficina del Censo de los Estados Unidos, el municipio tiene una superficie total de 134.11 km², de la cual 133,69 km² corresponden a tierra firme y (0,31 %) 0,41 km² es agua.

## Demografía
Según el censo de 2010, había 1333 personas residiendo en el municipio de Winslow. La densidad de población era de 9,94 hab./km². De los 1333 habitantes, el municipio de Winslow estaba compuesto por el 93,47 % blancos, el 0,75 % eran afroamericanos, el 1,43 % eran amerindios, el 0,45 % eran asiáticos, el 0,6 % eran de otras razas y el 3,3 % eran de una mezcla de razas. Del total de la población el 2,48 % eran hispanos o latinos de cualquier raza.